# Primera División 1933 (Uruguay)
Het seizoen 1933 van de Primera División was het 30e seizoen van de hoogste Uruguayaanse voetbalcompetitie. De competitie begon in 1933 en eindigde op 18 november 1934, pas na het begin van het volgende seizoen. Hierdoor wordt deze editie van de Primera División ook wel 'het langste kampioenschap ter wereld' (el campeonato más largo del mundo) genoemd.

## Teams
Er namen tien ploegen deel aan de Primera División tijdens het seizoen 1933. Dit waren dezelfde ploegen als vorig seizoen; er degradeerden geen clubs naar de Divisional Intermedia en uit die competitie promoveerden ook geen clubs.
| Club                      | Stad       | Stadion                              | Vorig seizoen |
| ------------------------- | ---------- | ------------------------------------ | ------------- |
| CA Bella Vista            | Montevideo | Parque Bella Vista                   | 8e            |
| Central FC                | Montevideo | Parque Fraternidad                   | 7e            |
| CA Defensor               | Montevideo | Parque Rodó                          | 4e            |
| Montevideo Wanderers FC   | Montevideo | Estadio Belvedere                    | 5e            |
| Club Nacional de Football | Montevideo | Estadio Centenario                   | 3e            |
| CA Peñarol                | Montevideo | Estadio Centenario                   | 1e            |
| Racing Club de Montevideo | Montevideo | Cancha Reducto                       | 10e           |
| Rampla Juniors FC         | Montevideo | Parque Nelson                        | 2e            |
| CA River Plate            | Montevideo | Estadio Parque Federico Omar Saroldi | 6e            |
| IA Sud América            | Montevideo | Las Acacias                          | 9e            |

## Competitie-opzet
Alle clubs speelden driemaal tegen elkaar. De ploeg met de meeste punten werd kampioen.

### Kwalificatie voor internationale toernooien
Dit seizoen waren er geen internationale bekers waar Uruguayaanse clubs zich voor kwalificeerden. De Copa Ricardo Aldao (afgekort tot Copa Aldao) die sinds 1913 onregelmatig werd betwist tussen de landskampioenen van Argentinië en Uruguay, werd dit jaar niet gespeeld.

### Eerste ronde
Tijdens de eerste speelronde stonden CA Peñarol en Rampla Juniors FC (de nummers een en twee van vorig seizoen) tegenover elkaar. Deze wedstrijd werd met 1–0 gewonnen door Rampla Juniors. De volgende drie wedstrijden pakte titelhouder Peñarol telkens de zege, waardoor ze na vier duels op de vierde plek stonden. Rampla Juniors, Club Nacional de Football en CA Defensor hadden elk zeven punten en gingen aan de leiding. Een wedstrijd later ging Nacional alleen op kop; ze versloegen Rampla Juniors met 2–0, terwijl Defensor ook verloor. De Tricolores behielden de koppositie door de overige duels in de eerste ronde allemaal te winnen. Na een derde van de competitie gingen ze aan de leiding met 17 punten, Peñarol stond op de tweede plaats met 13 punten. Defensor en Rampla Juniors deelden de derde plaats met Montevideo Wanderers FC.

### Tweede ronde
Nacional bleef tijdens de tweede ronde hun wedstrijden winnen. Op 13 augustus, de zestiende wedstrijd van de competitie, leden ze hun tweede puntverlies. De wedstrijd tegen rivaal Peñarol eindigde in een 2–2 gelijkspel. Behalve die wedstrijd speelden beide clubs tijdens de tweede ronde nog een wedstrijd gelijk, allebei tegen Montevideo Wanderers. Hun onderlinge verschil bleef in deze negen duels gelijk (vier punten), maar de voorsprong op de andere ploegen was gegroeid: Nacional had 33 punten, Peñarol 29 en Wanderers stond derde met 22 punten.

### Derde ronde
De derde ronde begon goed voor hekkensluiter Racing Club de Montevideo. Uit de vorige tien duels hadden ze maar één punt gehaald, maar in de derde ronde wonnen ze hun eerste twee duels. Hierdoor stonden ze na twintig wedstrijden weer gelijk met CA Bella Vista en CA River Plate, de concurrenten in de strijd tegen de rode lantaarn. De wedstrijd daarop verloren ze van Peñarol. Omdat Nacional gelijkspeelde tegen IA Sud América werd het verschil vooraan verkleind tot drie punten. Beide clubs wonnen de volgende twee wedstrijden, maar tijdens speelronde 24 speelde Nacional voor de vijfde keer dit seizoen gelijk (1–1 tegen Racing). Peñarol verspeelde geen punten, waardoor het verschil tussen Nacional en Peñarol slonk tot twee punten.
Op 19 november stonden beide clubs vervolgens tegen elkaar. Nacional zou bijna zeker zijn van de titel als ze zouden winnen; bij een zege voor Peñarol zouden beide clubs gelijk komen te staan. De wedstrijd eindigde in een 2–0 zege voor Peñarol. Voor Nacional betekende dit de eerste nederlaag van het seizoen. Een ronde later speelde Peñarol - net als Nacional een paar wedstrijden eerder - ook gelijk tegen Sud América. De winst van Nacional betekende dat de Tricolores kampioen zouden worden als ze de laatste wedstrijd zouden winnen. Tegen Montevideo Wanderers werd het echter 0–0 en gecombineerd met de overwinning van Peñarol resulteerde dit in een gelijke stand.

### Beslissingswedstrijden
Voor het eerst sinds 1914 was er een ex aequo om de eerste plaats. Hierdoor moest er een beslissingswedstrijd worden gespeeld om te bepalen wie er Uruguayaans kampioen zou worden. Deze wedstrijd vond plaats op 27 mei 1934, maar werd na 71 minuten gestaakt: een schot van Bahía (Peñarol) ging naast, maar de bal kwam via de koffer van de kinesioloog van Nacional weer het veld in. Juan Peregrino Anselmo gaf vervolgens een voorzet aan Braulio Castro, die de bal in het doel werkte. De spelers van Nacional protesteerden hevig tegen deze gang van zaken en drie 'tricolores' (Ulises Chifflet, Juan Labraga en José Nasazzi) werden uit het veld gestuurd nadat ze scheidsrechter Telésforo Rodríguez hadden aangevallen. Deze sloot zich vervolgens op in de kleedkamer, waarna Luis Scandroglio het fluitje overnam en de wedstrijd kort hierna staakte wegens gebrek aan natuurlijk licht.
Op 30 juli besloot de Liga Uruguaya de Football Profesional, organisator van de competitie, dat het doelpunt van Castro niet werd goedgekeurd. Ook de uitsluiting van Chifflet werd ingetrokken. Het restant van de wedstrijd zou op 25 augustus achter gesloten deuren moeten worden gespeeld. In dit restant werd niet gescoord en ook na verlenging bleef het 0–0. Er werd nog een tweede verlenging gespeeld, maar dit resulteerde ook niet in doelpunten. Dit restant staat ook wel bekend als de Clásico de los Nueve contra Once (clásico van negen tegen elf), omdat het bijna even lang duurde als een normale wedstrijd en Nacional de hele tijd met slechts negen man speelde.
Omdat de beslissingswedstrijd geen winnaar had opgeleverd werd een week later, op 2 september, een tweede beslissingswedstrijd gespeeld. In deze wedstrijd vonden geen incidenten plaats, maar gescoord werd er ook niet. Ook na twee verlengingen stond het nog 0–0. Op 18 november vond vervolgens een derde beslissingswedstrijd plaats. In die wedstrijd bracht Héctor Castro (Nacional) zijn ploeg tweemaal terug van een achterstand. Een kwartier voor tijd scoorde hij ten slotte de winnende 3–2. Hierdoor werd Nacional voor de twaalfde keer kampioen van Uruguay.
Maanden eerder had Rampla Juniors zich al verzekerd van de derde plaats met veertien punten minder dan Nacional en Peñarol en één punt meer dan Montevideo Wanderers, dat vierde werd. Central FC en Bella Vista eindigden onderaan. Er was echter geen degradatie uit de Primera División; het volgende seizoen namen dezelfde tien ploegen deel aan het landskampioenschap.

### Eindstand
|     | Club                      | Sp. | W  | G | V  | Pnt. | DV | DT | DS  |
| --- | ------------------------- | --- | -- | - | -- | ---- | -- | -- | --- |
| 1.  | Club Nacional de Football | 27  | 20 | 6 | 1  | 46   | 56 | 10 | +46 |
| 2.  | CA Peñarol                | 27  | 21 | 4 | 2  | 46   | 77 | 18 | +59 |
| 3.  | Rampla Juniors FC         | 27  | 14 | 4 | 9  | 32   | 39 | 29 | +10 |
| 4.  | Montevideo Wanderers FC   | 27  | 11 | 9 | 7  | 31   | 39 | 36 | +3  |
| 5.  | CA Defensor               | 27  | 12 | 5 | 10 | 29   | 50 | 39 | +11 |
| 6.  | IA Sud América            | 27  | 9  | 7 | 11 | 25   | 30 | 40 | –10 |
| 7.  | CA River Plate            | 27  | 6  | 6 | 15 | 18   | 19 | 45 | –26 |
| 8.  | Racing Club de Montevideo | 27  | 4  | 7 | 16 | 15   | 29 | 58 | –29 |
| 9.  | Central FC                | 27  | 4  | 6 | 17 | 14   | 33 | 63 | –30 |
| 10. | CA Bella Vista            | 27  | 6  | 2 | 19 | 14   | 27 | 61 | –34 |

### Legenda
| Kleur | Kwalificatie voor             |
| ----- | ----------------------------- |
|       | Beslissingswedstrijd om titel |

### Beslissingswedstrijd
|             |                           |                      |            | |
| 27 mei 1934 | Club Nacional de Football | (0 - 0) Gestaakt 70' | CA Peñarol | Estadio Centenario, Montevideo Toeschouwers: 42.000 Scheidsrechter: Telésforo Rodríguez (Uruguay), Luis Scandroglio (Uruguay) |
| 27 mei 1934 |                           |                      |            | Estadio Centenario, Montevideo Toeschouwers: 42.000 Scheidsrechter: Telésforo Rodríguez (Uruguay), Luis Scandroglio (Uruguay) |

|                                     |                           |            |            |                                                                                        |
| 25 augustus 1934 Restant 20 minuten | Club Nacional de Football | 0 - 0 n.v. | CA Peñarol | Estadio Centenario, Montevideo Toeschouwers: 0 Scheidsrechter: Aníbal Tejada (Uruguay) |
| 25 augustus 1934 Restant 20 minuten |                           |            |            | Estadio Centenario, Montevideo Toeschouwers: 0 Scheidsrechter: Aníbal Tejada (Uruguay) |

#### Tweede beslissingswedstrijd
|                  |                           |            |            |                                                                                                |
| 2 september 1934 | Club Nacional de Football | 0 - 0 n.v. | CA Peñarol | Estadio Centenario, Montevideo Toeschouwers: 35.000 Scheidsrechter: Domingo Lombardi (Uruguay) |
| 2 september 1934 |                           |            |            | Estadio Centenario, Montevideo Toeschouwers: 35.000 Scheidsrechter: Domingo Lombardi (Uruguay) |

#### Derde beslissingswedstrijd
|                  |                           |       |                           |                                                                                                 |
| 18 november 1934 | Club Nacional de Football | 3 - 2 | CA Peñarol                | Estadio Centenario, Montevideo Toeschouwers: 35.000 Scheidsrechter: Juan Carlos Cerón (Uruguay) |
| 18 november 1934 | H. Castro 53', 61', 77'   |       | 42' B. Castro 58' Arremón | Estadio Centenario, Montevideo Toeschouwers: 35.000 Scheidsrechter: Juan Carlos Cerón (Uruguay) |

| Winnaar Primera División 1933       |
| ----------------------------------- |
| Club Nacional de Football 12e titel |

#### Topscorers
Pedro Young van CA Peñarol werd topscorer met 33 doelpunten.
| №  | Speler      | Club       | Goals |
| -- | ----------- | ---------- | ----- |
| 1. | Pedro Young | CA Peñarol | 33    |

1900 · 1901 · 1902 · 1903 · 1904 · 1905 · 1906 · 1907 · 1908 · 1909 · 1910 · 1911 · 1912 · 1913 · 1914 · 1915 · 1916 · 1917 · 1918 · 1919 · 1920 · 1921 · 1922 · 1923 · 1924 · 1925 · 1926 · 1927 · 1928 · 1929 · 1930 · 1931 · 1932 · 1933 · 1934 · 1935 · 1936 · 1937 · 1938 · 1939 · 1940 · 1941 · 1942 · 1943 · 1944 · 1945 · 1946 · 1947 · 1948 · 1949 · 1950 · 1951 · 1952 · 1953 · 1954 · 1955 · 1956 · 1957 · 1958 · 1959 · 1960 · 1961 · 1962 · 1963 · 1964 · 1965 · 1966 · 1967 · 1968 · 1969 · 1970 · 1971 · 1972 · 1973 · 1974 · 1975 · 1976 · 1977 · 1978 · 1979 · 1980 · 1981 · 1982 · 1983 · 1984 · 1985 · 1986 · 1987 · 1988 · 1989 · 1990 · 1991 · 1992 · 1993 · 1994 · 1995 · 1996 · 1997 · 1998 · 1999 · 2000 · 2001 · 2002 · 2003 ·  2004 · 2005 · 2005/06 · 2006/07 · 2007/08 · 2008/09 · 2009/10 · 2010/11 ·  2011/12 · 2012/13 · 2013/14 · 2014/15 · 2015/16 · 2016 · 2017 · 2018 · 2019 · 2020 · 2021 · 2022 · 2023